# Міколаюв (Нижньосілезьке воєводство)
Міколаюв (пол. Mikołajów) — село в Польщі, у гміні Стошовиці Зомбковицького повіту Нижньосілезького воєводства.
Населення — 48 осіб (2011).
У 1975-1998 роках село належало до Валбжиського воєводства.

## Демографія
Демографічна структура станом на 31 березня 2011 року:
|          | Загалом | Допрацездатний вік | Працездатний вік | Постпрацездатний вік |
| -------- | ------- | ------------------ | ---------------- | -------------------- |
| Чоловіки | 26      | 5                  | 18               | 3                    |
| Жінки    | 22      | 3                  | 15               | 4                    |
| Разом    | 48      | 8                  | 33               | 7                    |